# Tour Carpe Diem
Tour Carpe Diem är en skyskrapa i La Défense i Paris storstadsområde i Frankrike.